# 브라이언 체스키

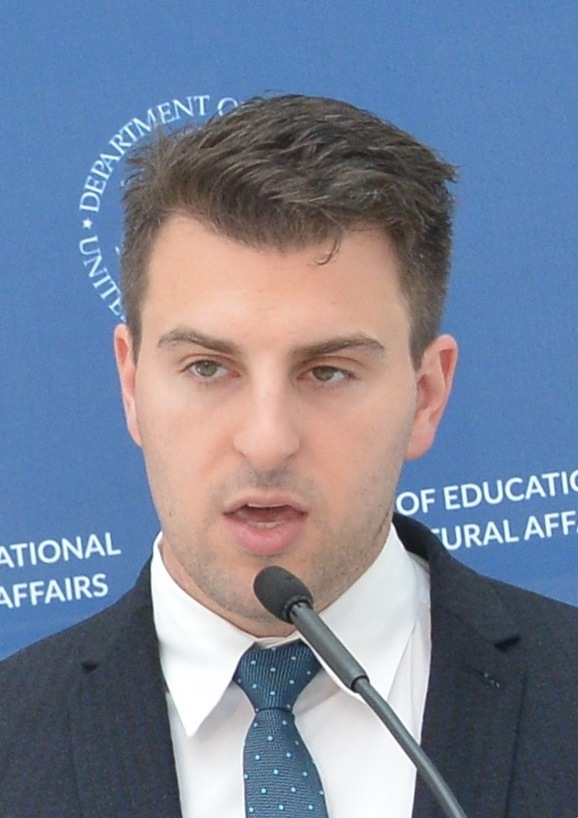
2016

브란이언 체스키(Brian Joseph Chesky, 1981년 8월 29일생)는 세계 최대의 숙박 공유 기업인 에어비앤비의 CEO이다 그는 3명의 동업자와 함께 샌프란 시스코에서 애어비앤비를 2008년 8월 에어비앤비를 창업함과 동시에 ceo 자리에 올랐고 지금도 ceo 자리에 올라있다. 2015년 기준으로 매출액이 힐튼호텔을 넘겼다.